# Ivigtut (film fra 1918)
Ivigtut (originaltitel: Das Eskimobaby) er en tysk stumfilm fra 1918 instrueret af Walter Schmidthässler og Heinz Schall med Asta Nielsen i hovedrollen. Filmens manuskript er skrevet af Martin Jørgensen og Louis Levy. 
Filmen blev indspillet i 1916, men på grund af krigen fik filmen først premiere i Tyskland den 4. april 1918. Filmen fik ikke premiere i danske biografer. Scener fra filmen er anvendt i filmen En rød løber for Asta Nielsen fra 2016, hvor filmen kaldes Ivigtut.

## Handling
En ung polarforsker, Knud Prätorius (spillet af Freddy Wingardh) tager en ung eskimokvinde, Ivigtut (spillet af Asta Nielsen) med til Berlin. Hun oplever vestlig kultur, men bliver også gravid, men polarforskeren redder hende. 

## Medvirkende
- Asta Nielsen som eskimoen Ivigtut
- Freddy Wingardh som Knud Prätorius